# Eternal Tears of Sorrow
Eternal Tears of Sorrow (EToS) war eine finnische Melodic-Death-Metal-Band aus Pudasjärvi.

## Geschichte
Bereits 1992 gründeten Jarmo Puolakanaho und Altti Veteläinen unter dem Namen „Andromeda“ ihre erste Band und nahmen das Demo The Forth Dimension auf. Kurz danach kam neben einem Schlagzeuger und einem Sänger auch Olli-Pekka Törrö als Gitarrist zur Band. Nachdem der Proberaum abgebrannt war, wurde das Bandprojekt aufgegeben. Jarmo Puolakanaho, Altti Veteläinen und Olii-Pekka Törrö nahmen unter dem Namen „M.D.C.“ 1993 ein weiteres Demo Beyond the Fantasy auf.
1994 folgte die letzte Umbenennung. „Eternal Tears of Sorrow“ wurde gegründet und unter diesem Namen nahmen sie zunächst das nächste Demo Seventh Goddesses of Frost im Physiksaal der örtlichen Schule auf. Für die nächsten Songs sollte es aber ein richtiges Studio werden, und die Entscheidung fiel auf das 150 Kilometer entfernte Tico-Tico-Studio in Kemi. Nachdem Sentenced die Abmischung für Amok beendet hatten, konnten sie das Studio für einen Tag nutzen. Hier nahmen sie die vier Songs für Bard’s Burial auf. Mit diesem Demo begann die Suche nach einem Label.
1995 mussten alle drei zum Militär. Währenddessen wurden Songs von Bard’s Burial auf zwei Samplern in Kanada und Belgien veröffentlicht. Im Frühjahr 1996 unterschrieb die Band beim Label X-Treme Records in Göteborg und machte sich im Juli an die Aufnahmen für ihr Debütalbum, bei dessen Veröffentlichung es jedoch Schwierigkeiten gab. Erst im September 1997 erschien Sinner’s Serenade. 1997 gab die Band ihr erstes Konzert. Für den Auftritt beim Jyrkkäkoski Midnight Festival in Pudasjärvi holten sie sich den Gitarristen Antti Kokko und den Schlagzeuger Petri Sankala als Unterstützung.
1998 nahmen sie wieder im Tico-Tico-Studio das zweite Album Vilda Mánnu auf. Da der Vertrag mit X-Treme Records bereits abgelaufen war, wurde ein neues Label gesucht und in Spinefarm Records gefunden. Der Song Burning Flames’ Embrace wurde im November 1998 auf der Single Sacrament of Wilderness von Nightwish veröffentlicht, im Dezember folgte das Album.
Im Januar 1999 ging die Band gemeinsam mit Barathrum erstmals auf Tour durch Finnland. Danach verließ Olli-Pekka Törrö aus persönlichen Gründen die Band. Der bisherige Session-Schlagzeuger Petri Sankala wurde festes Mitglied der Band, die mit dem Keyboarder Pasi Hiltula und dem Gitarristen Antti-Matti Talala vervollständigt wurde. Im folgenden November wurde mit Hilfe des Produzenten Mikko Karmila im Tico-Tico-Studio das dritte Album Chaotic Beauty aufgenommen, das im Februar 2000 erschien. Eine Europatournee mit Nightwish und Sinergy folgte. Als Antti-Matti Talala zum Militär musste, wurde er durch Antti Kokko (Kalmah) ersetzt.
2001 wurde das vierte Album A Virgin and a Whore aufgenommen und im Oktober desselben Jahres kurz nach der ersten Single The Last One for Life veröffentlicht. Bei einem Konzert in Oulu spielten sie als Vorband für Megadeth.
2002 wurde erst eine längere Pause angekündigt, bevor Altti Veteläinen und Jarmo Puolakanaho die Band 2003 ganz auflösten.
Im Februar 2005 wurde die Rückkehr von „Eternal Tears of Sorrow“ angekündigt. Veteläinen, Puolakanaho und Sankala fanden mit dem Gitarristen Risto Ruuth und dem Keyboarder Janne Tolsa neue Mitglieder. Im Mai 2006 wurde Before the Bleeding Sun veröffentlicht und erreichte Platz 26 in den finnischen Albumcharts.
Im Februar 2025 gaben Altti Veteläinen und Jarmo Puolakanaho die Auflösung der Band bekannt.

## Diskografie

### Studioalben
- 1997: Sinner’s Serenade
- 1998: Vilda Mánnu
- 2000: Chaotic Beauty
- 2001: A Virgin and a Whore
- 2006: Before the Bleeding Sun
- 2009: Children of the Dark Waters
- 2013: Saivon Lapsi

### Singles
- 2001: The Last One for Life
- 2009: Tears of Autumn Rain

### Demos
- 1994: The Seven Goddesses of Frost
- 1994: Bard’s Burial